# Александр Ласонь
Алекса́ндер Ла́сонь (пол. Aleksander Lasoń; нар. 10 листопада 1951) — польський композитор і диригент.

## Життєпис
Народився у містечку Семяновиці-Шльонські. Закінчив Державну Вищу Музичну школу в Катовицях 1974 року відділ джазу, а 1979 — композиції по класу Юзефа Свідера.
Лауреат IV Конкурсу фортепіанної імпровізації (1972), Конкурсу композиторів ім. Фітельберга, Премії ім. Бетховена (м. Бонн). Тричі одержував високі нагороди на Міжнародній Трибуні композиторів ЮНЕСКО та інші нагороди.
З 1975 викладає в Музичній академії в Катовицях, з 2000 — професор. 1996 організував «Оркестр нової музики» (пол. Orkiestra Muzyki Nowej), що виконує переважно сучасну польську музику.